# The True History of the Traveling Wilburys
The True history of Traveling Wilburys è un film documentario statunitense diretto da Willy Smax, pubblicato nel 2007, basato sulla storia del supergruppo Traveling Wilburys.

## Trama
Il film narra la nascita e l'evoluzione della band Traveling Wilburys, costituitasi nel 1988, e scioltasi soltanto due anni dopo, composta da alcuni fra i più noti cantautori in assoluto: Bob Dylan, George Harrison, Jeff Lynne, Tom Petty e Roy Orbison, con Jim Keltner alla batteria, e della registrazione dei loro due album.

## Produzione
Fu prodotto prevalentemente da Olivia Harrison, e venne girato dal noto regista di videoclip Willy Smax.